# وقود الصواريخ

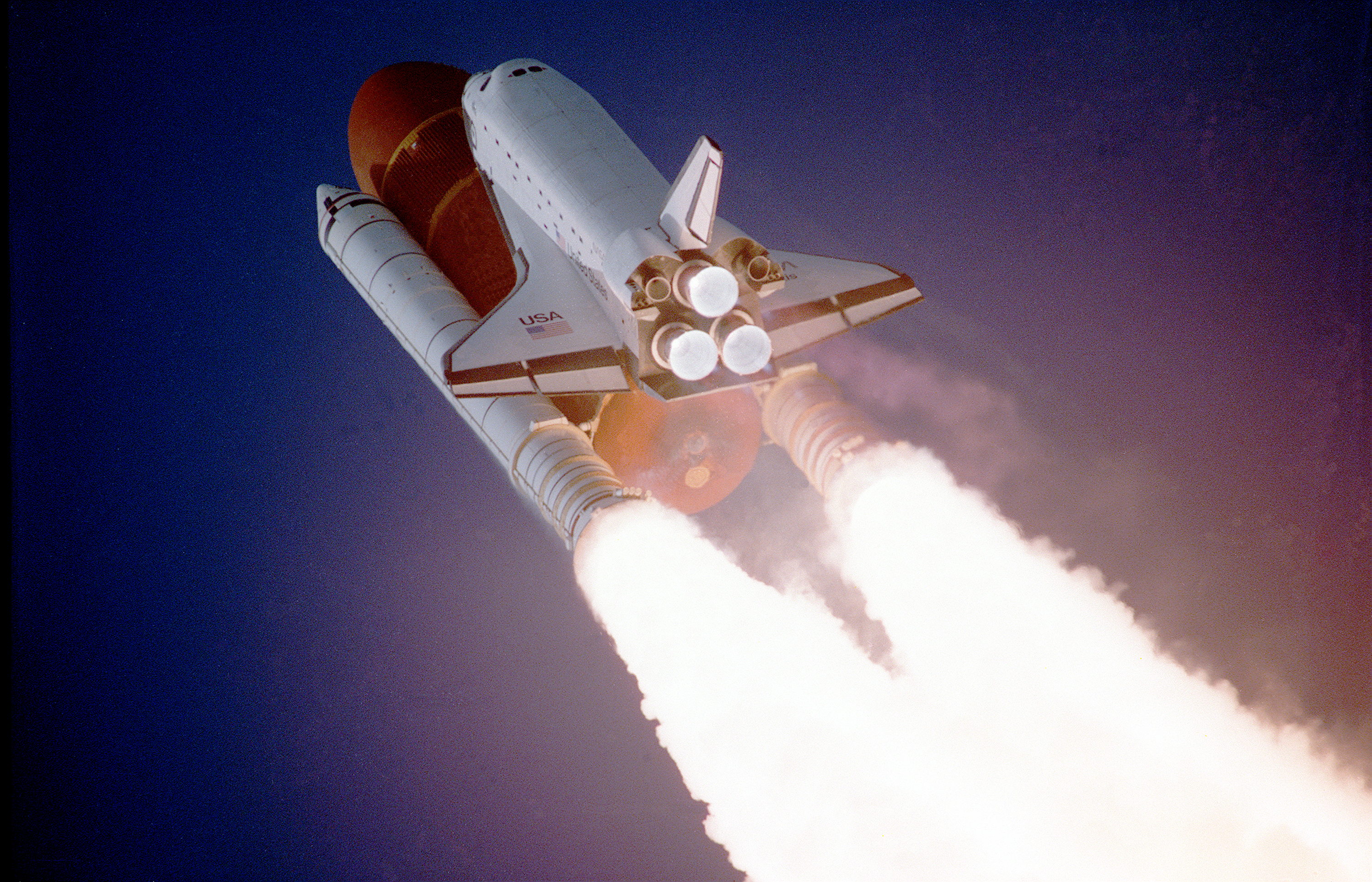
المركبة الفضائية أتلانتيس تصعد إلى الفضاء باستخدام وقود الصواريخ.

وقود الصواريخ مادة تستخدم في الصواريخ، والتي تخضع إلى تفاعل كيميائي ناشر للحرارة (غالباً هو الأكسدة) والذي يحرّر غازات، وذلك ضمن المحرّك الصاروخي من أجل دفع الكتلة الشغّالة بسرعة عالية وتأمين الدفع للصواريخ والمركبات الفضائية.
يمكن أن يكون وقود الصواريخ مادة واحدة أو مزيجًا من مادتين أو أكثر. في حالة المزيج يُمَيَّز بين الوقود والمؤكسد. تخرج الغازات بسرعة عالية من فوّهة وتتمدّد مما يؤمّن قوّة الدفع اللازمة للصاروخ.
تكون القوّة الدافعة في المحرك الأيوني من أيونات تدفع بتأثير كهرطيسي من خلف المركبة الفضائية.